# Pseudamnicola hauffei
Pseudamnicola hauffei is een slakkensoort uit de familie van de Hydrobiidae. De wetenschappelijke naam van de soort is voor het eerst geldig gepubliceerd in 2012 door Delicado & Ramos.